# Vilikton Barannikov
Vilikton Barannikov (n. 4 iulie 1938, Ulan-Udie, RSFS Rusă, URSS – d. 29 noiembrie 2007, Ulan-Udie, Bureatia, Rusia) a fost un boxer ce a reprezentat Uniunea Republicilor Sovietice Socialiste, medaliat olimpic. A participat la două ediții ale Jocurilor Olimpice (1960, 1964) în care a câștigat o medalie de argint.